# Parc national de Namib-Naukluft
Le parc national de Namib-Naukluft est un parc national situé dans le sud-ouest de la Namibie, en partie dans le désert du Namib et dans les monts Naukluft. Avec une superficie de 49 768 km2, le parc national de Namib-Naukluft est le plus grand parc d'Afrique et le quatrième du monde. Le site le plus connu du parc de Namib-Naukluft et principal site touristique de Namibie est Sossusvlei.

## Géographie

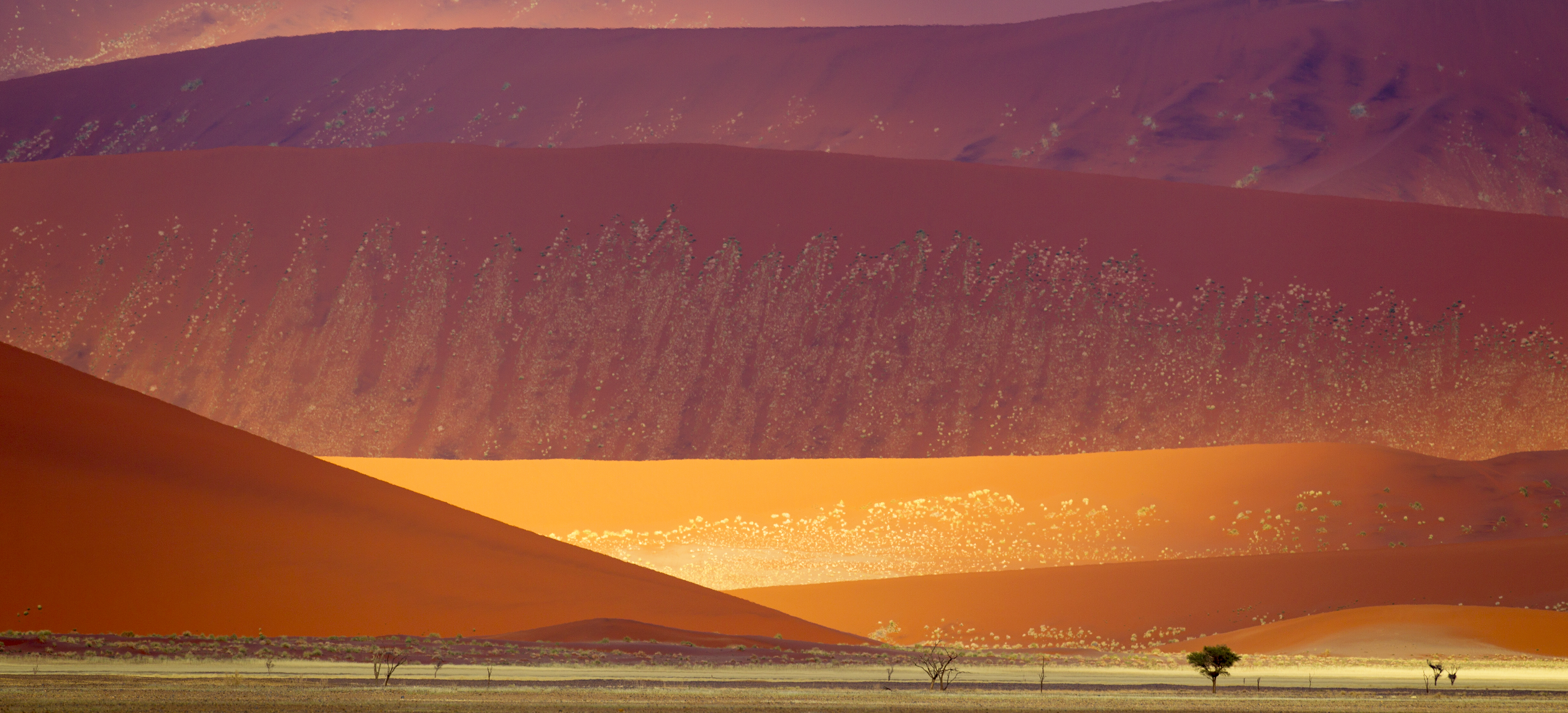
Dunes dans le parc.

Le parc possède une vie sauvage et des réserves naturelles les plus inédites du monde. En effet, il couvre un territoire de près de 49 768 km2, soit plus que la Suisse (41 285 km2). La région est caractérisée par des montagnes isolées, des inselbergs et des kopjes, constitués de granit rouge sang riche en feldspath et de grès. La partie la plus orientale du parc couvre les montagnes de Naukluft.
Les dunes du désert du Namib sont les plus hautes du monde, dominant de plus de 300 mètres le désert. Ces dunes surplombent la côte et sont à l'origine de lagunes constituées de terres humides et boueuses situées le long de la plage qui attirent des milliers d'oiseaux.
De nombreuses espèces singulières survivent dans cette région extrêmement aride, tels des serpents, des geckos, des insectes rares, des hyènes, des gemsboks et des chacals. L'humidité arrive avec le brouillard de l'océan Atlantique et non par les pluies qui tombent en moyenne à raison de 106 millimètres par an, concentrée lors des mois de février à avril.

## Histoire
Le parc est fondé en 1907 quand les Allemands investissent le territoire entre la rivière Swakop et la rivière Kuiseb et le déclarent parc national. Les limites du parc sont définies en 1978 par la fusion de ceux du désert du Namib et de la montagne de Naukluft avec l'adjonction d'autres régions naturelles comme le Sperrgebiet. 
Le centre de formation et de recherche Gobabeb créé en 1962 est situé en bordure du parc.

## Galerie

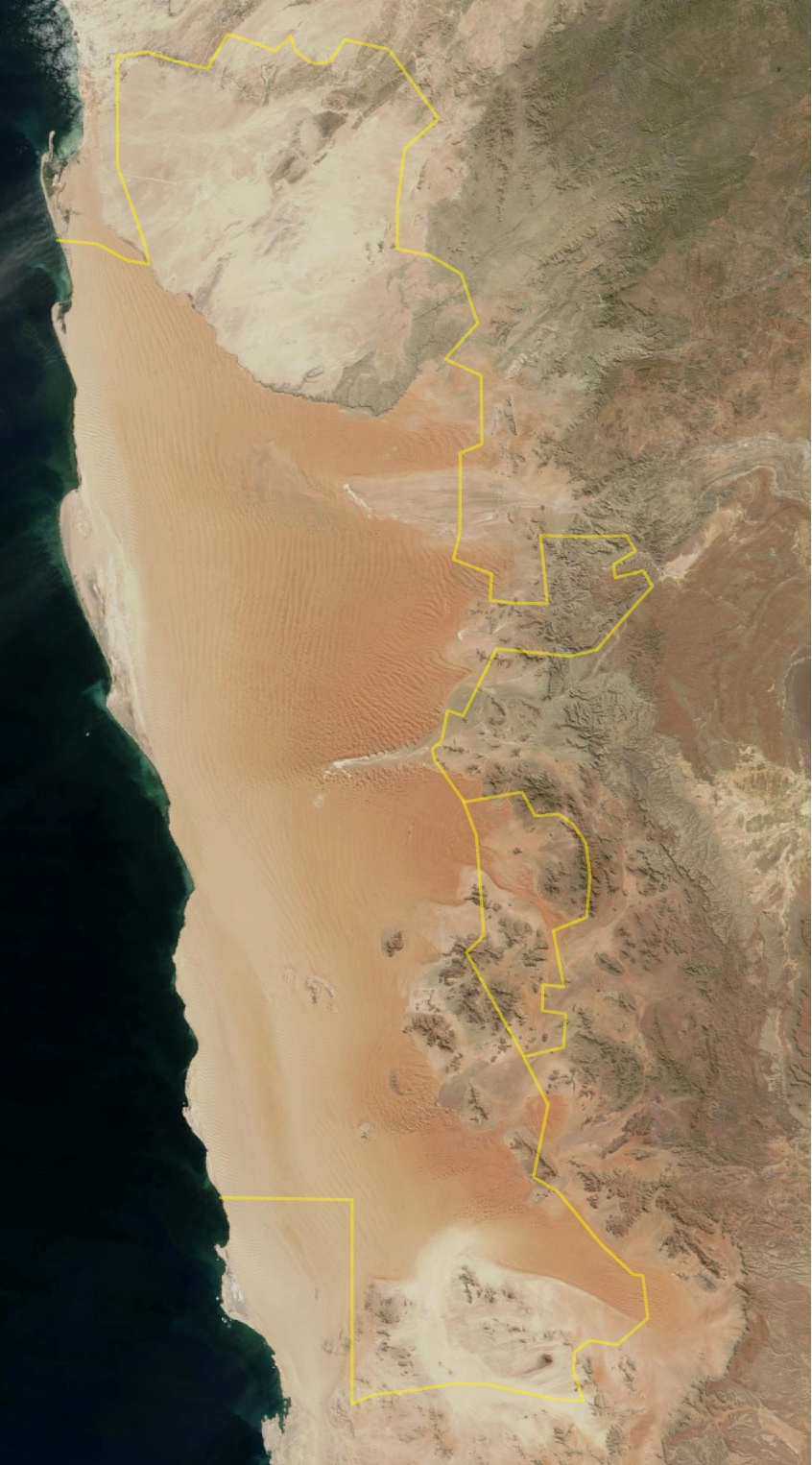
Image satellite avec les frontières du parc national de Namib-Naukluft et la réserve de Namib.
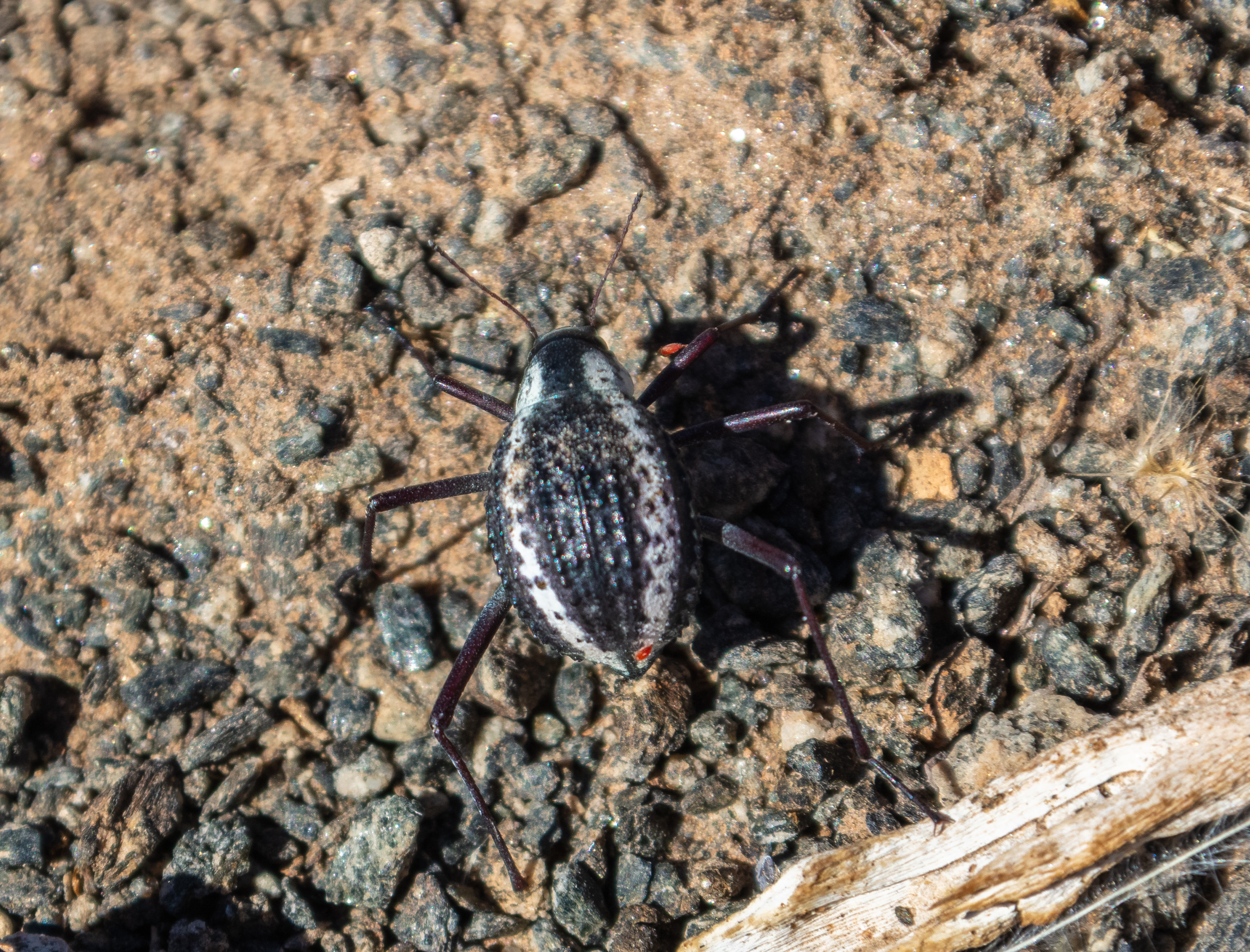
Coccinelles du désert du Namib, Stenocara gracilipes.
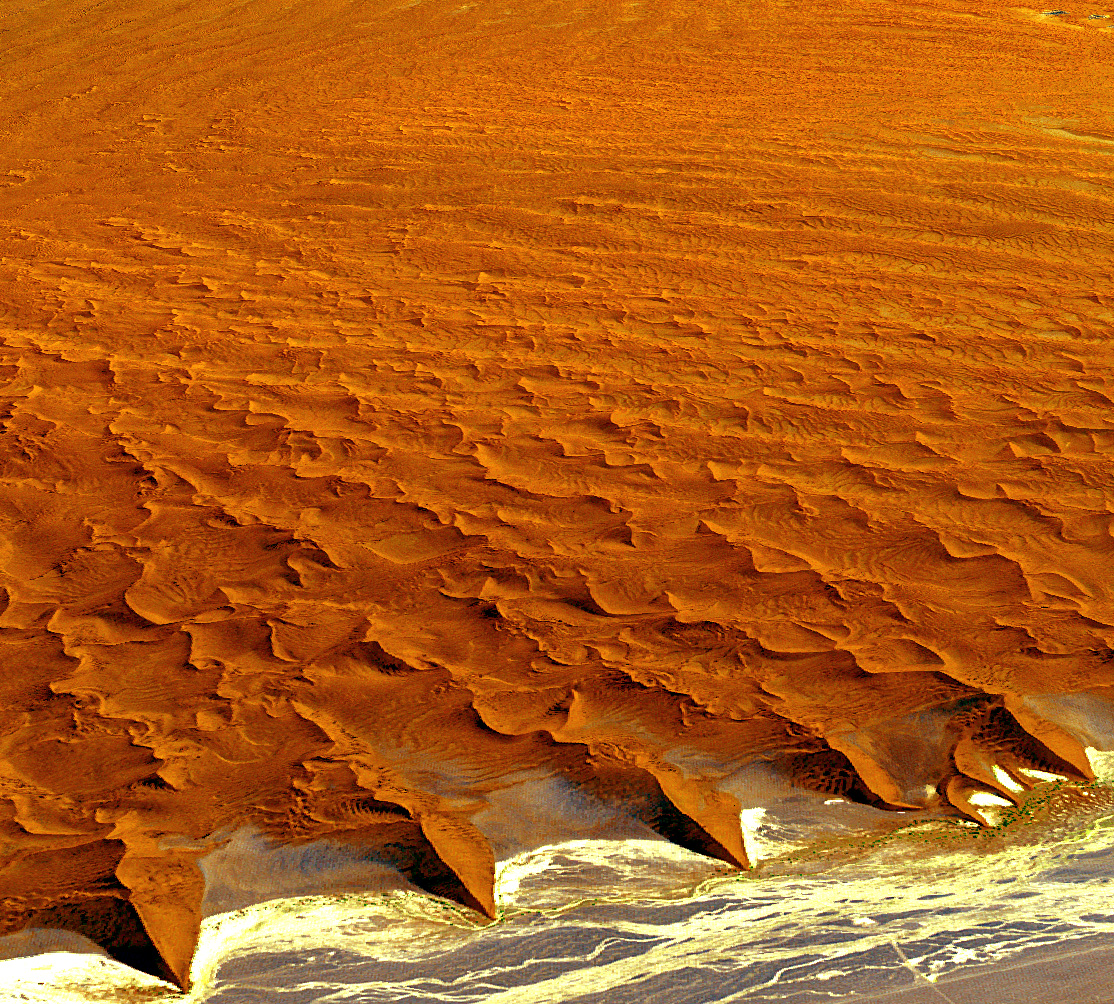
Vue aérienne des dunes du désert du Namib, les plus hautes du monde.
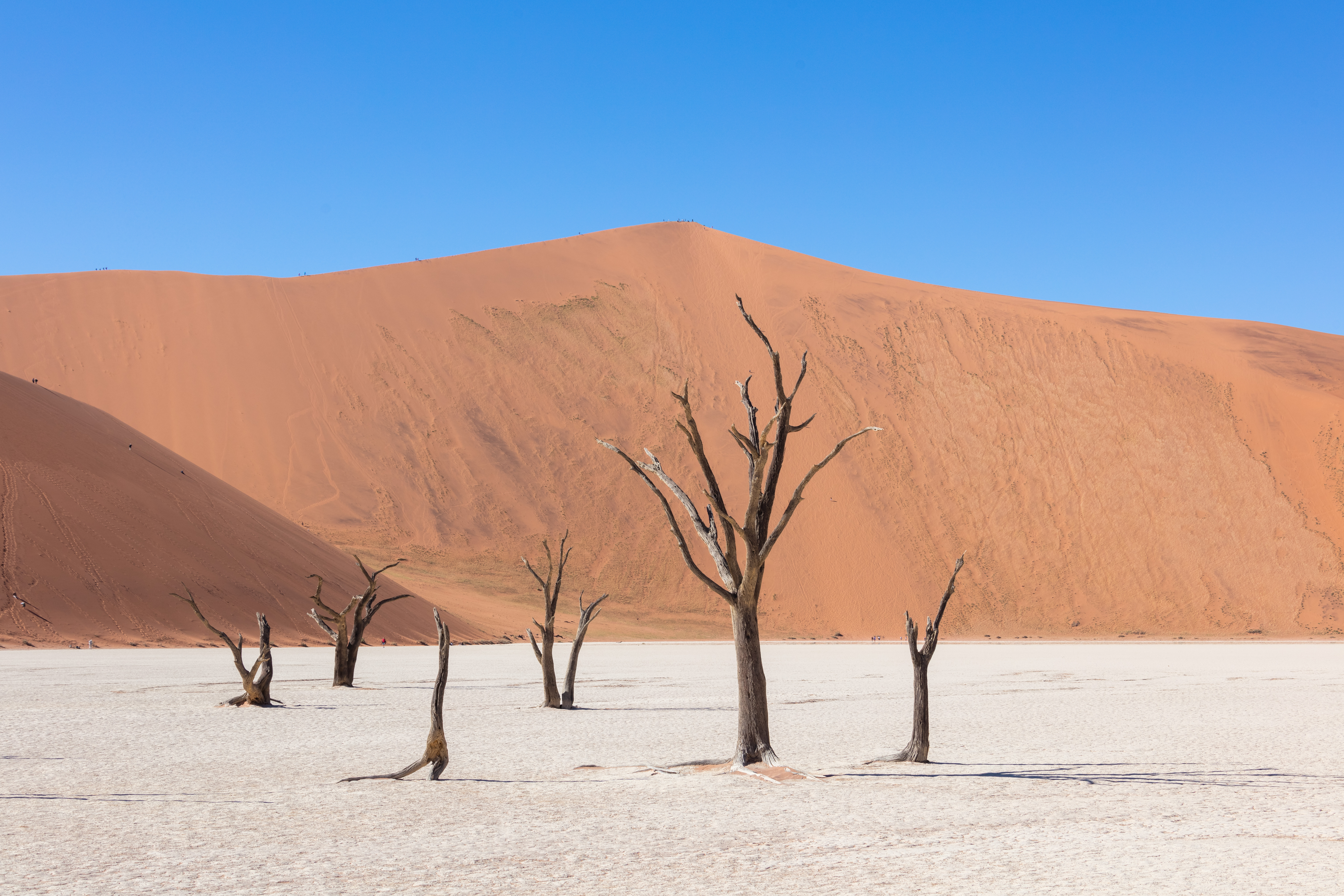
Arbres morts vieux de plus de 550 ans dans Dead Vlei.
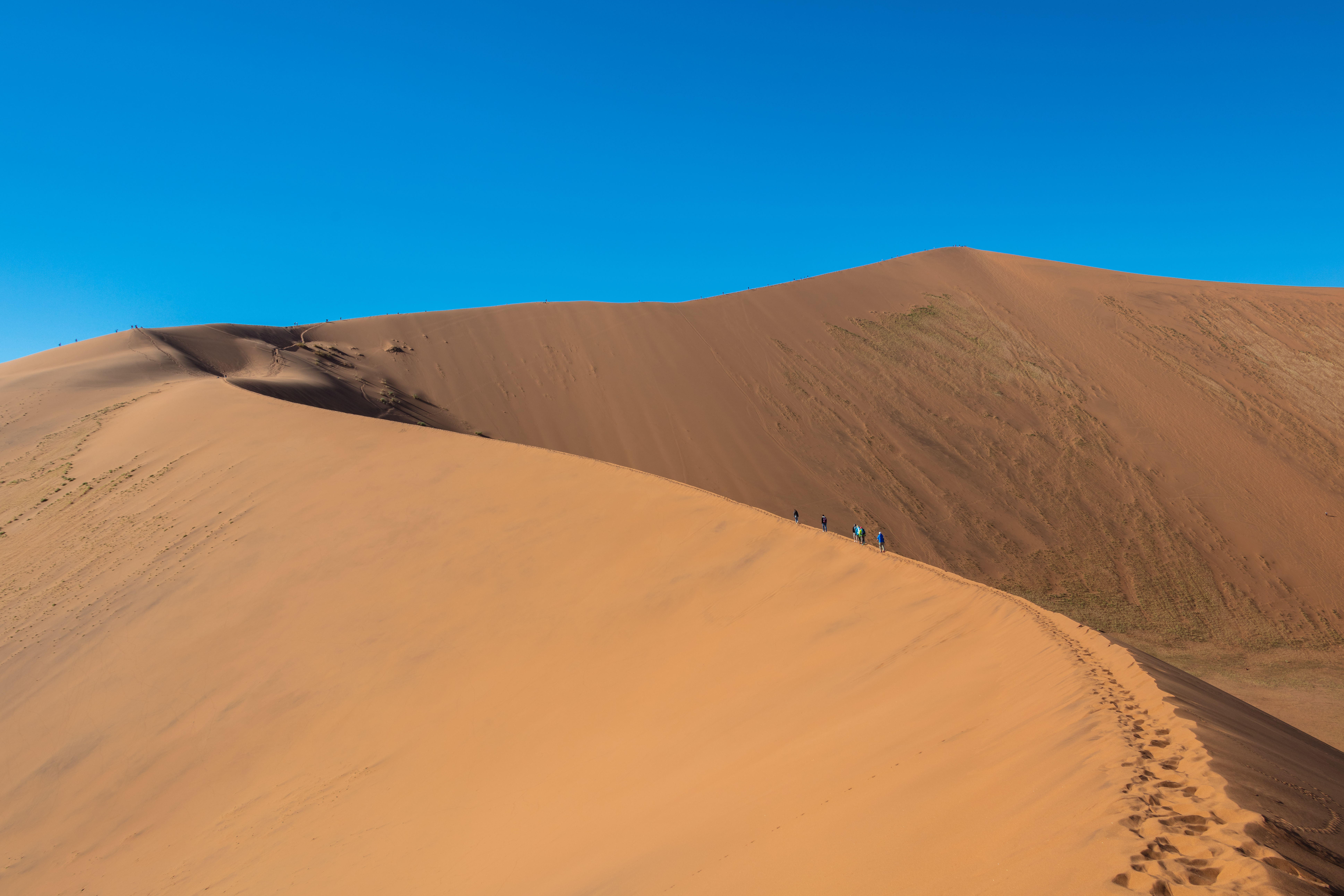
Dunes typiques du parc national de Namib-Naukluft.
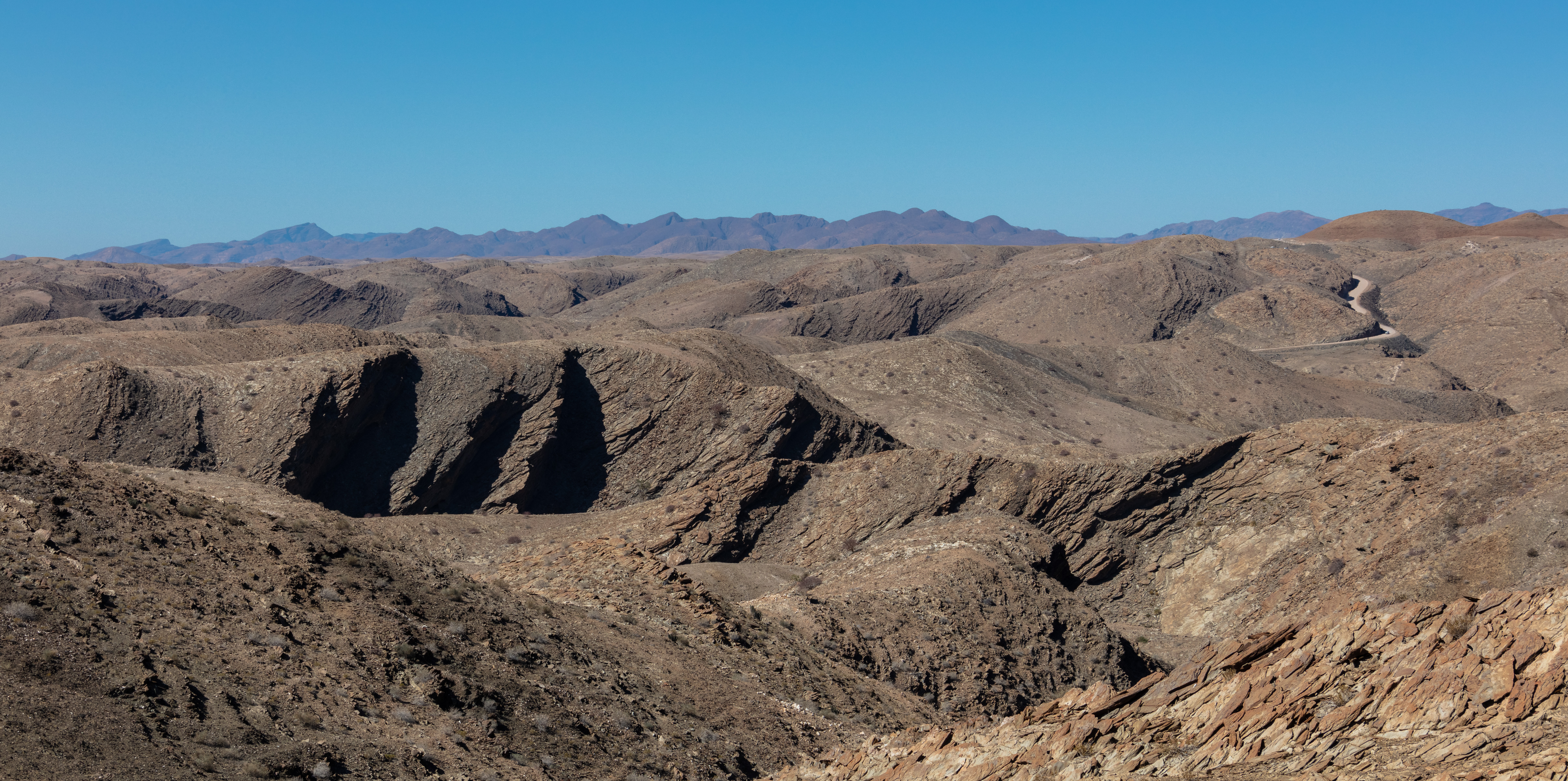
Paysage lunaire près de Swakopmund.
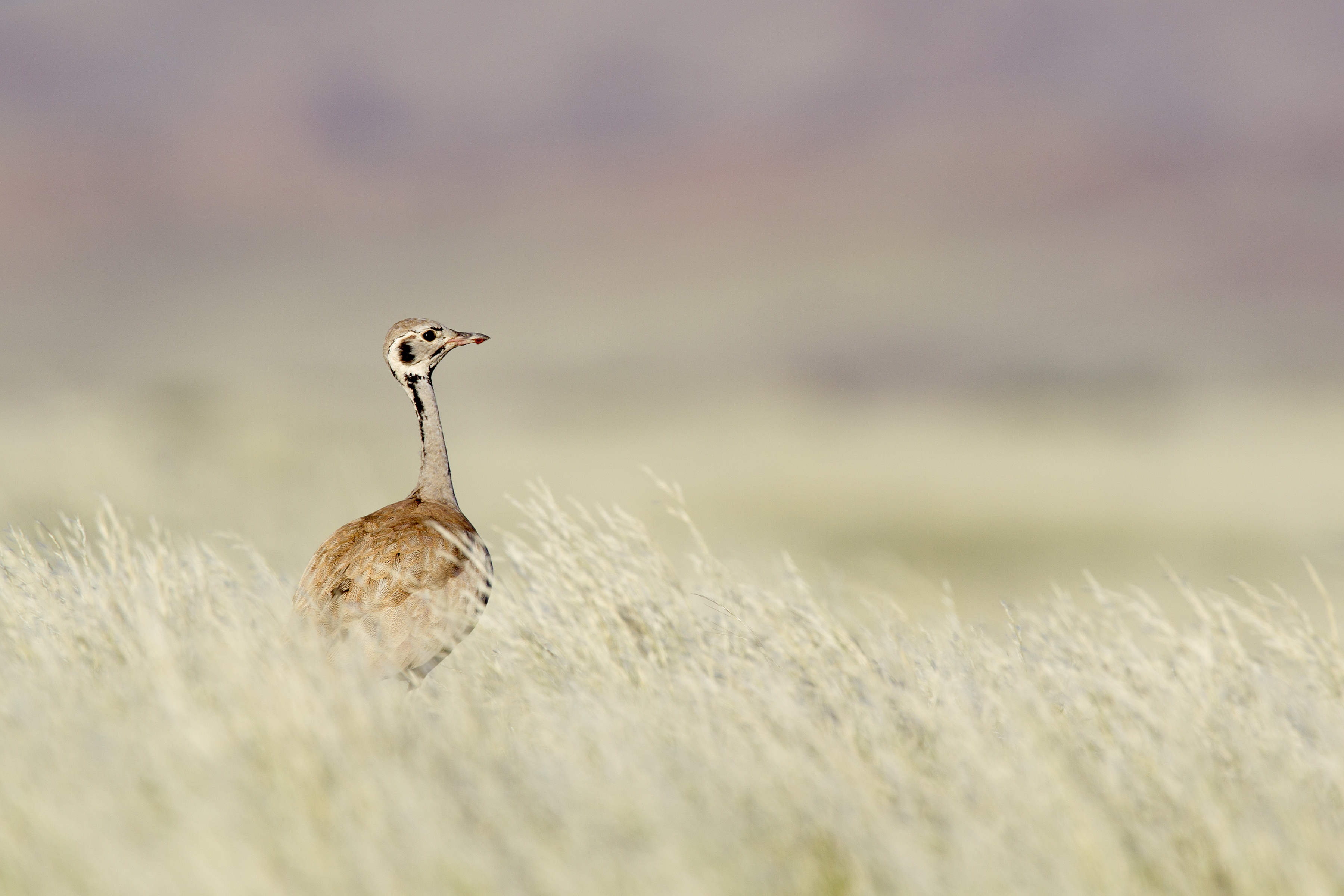
Outarde de Rüppell dans la prairie près des dunes.
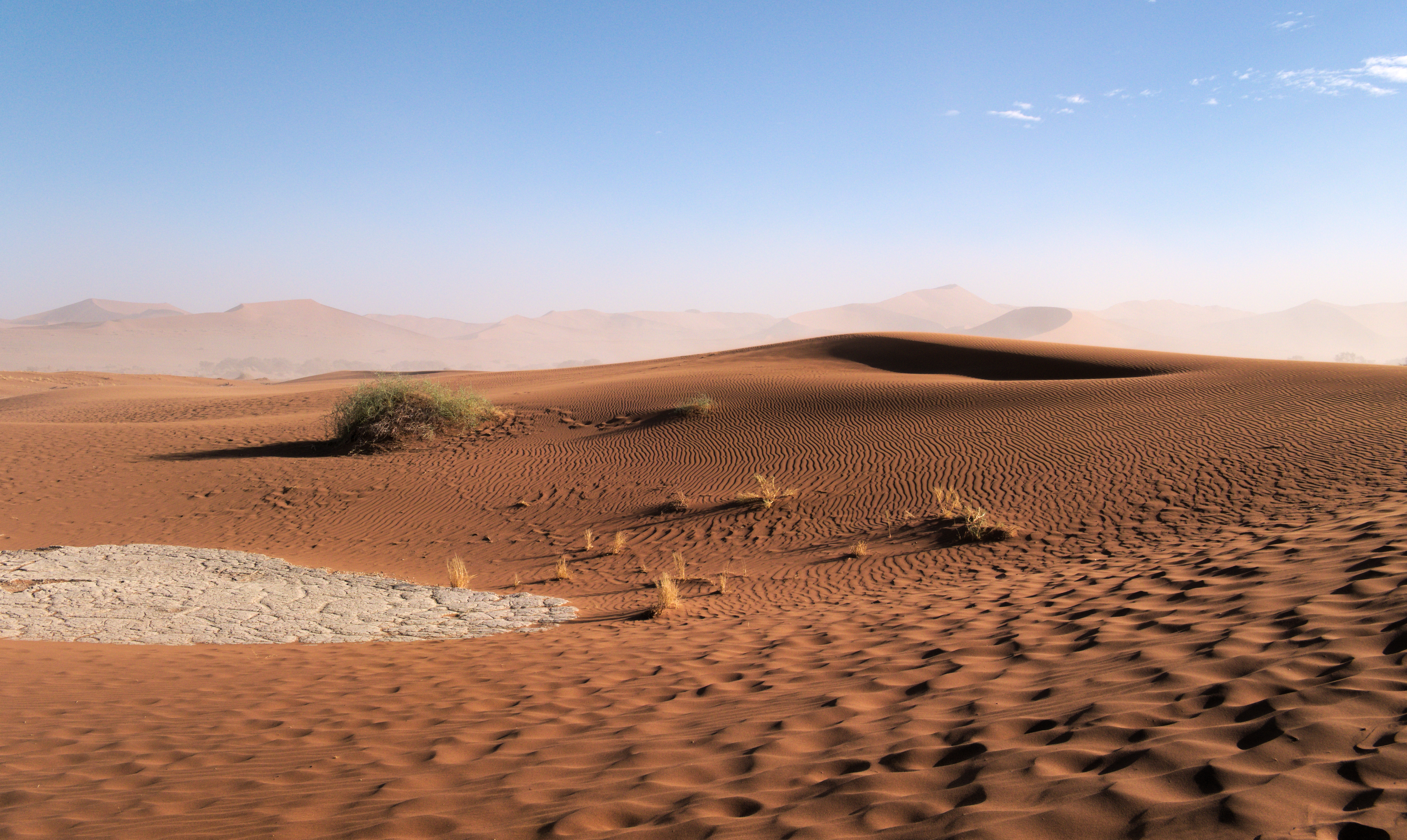
Ondulations dans les dunes entre Sossusvlei et Dead Vleidans le parc national de Namib-Naukluft. Mai 2019.

Paysage dans le parc national de Namib-Naukluft. Août 2018.